# كلود-توماس دوبوي
كلود-توماس دوبوي هو سياسي فرنسي، ولد في 10 ديسمبر 1678 في باريس في فرنسا، وتوفي في 15 سبتمبر 1738 في Bruz ‏ في فرنسا.